# Куртманс-Берхманс, Иоанна Дезидерия
Иоанна Дезидерия Куртманс-Берхманс (Johanna Desideria Courtmans-Berchmans; 6 сентября 1811 — 22 сентября 1890) — фламандская писательница.

## Биография и творчество
Отец писательницы был мэром г. Аудергем и раннее детство она провела в местной начальной школе. В возрасте девяти лет была отправлена на учёбу в Валлонию. С 1835 по 1844 годы жила в Генте со своей тёткой Колетт Танге (Colette Tanghe). А 1836 году вышла замуж за Жана Баптиста Куртманса, учителя из Гента, благодаря которому познакомилась с фламандским движением (en:Flemish Movement). Это вдохновило её на написание исторического романа Bertha Baldwin, посвященного битве между фламандцами и французами в 14 веке.
Муж обучил Иоанну нидерландскому языку, и она начала писать стихи. Первая поэма была опубликована в 1839 году в Nederduitsch letterkundig jaarboekje. В последующие годы она получила несколько наград за свою поэзию. В 1844 году семья переехала в Лир, где в 1856 году муж писательницы скончался, оставив её одну с восемью детьми на руках. Чтобы заработать на жизнь, Куртманс открыла начальную школу в г. Малдегем (Maldegem), но успеха предприятие не имело и вскоре школу пришлось закрыть. В настоящее время школа её имени, Koninklijk Atheneum Mevrouw Courtmans, расположена там же, в Mevrouw Courtmanslaan.
Куртманс выступала резко против католических школ (Kantscholen), которых считала центрами бесплатного детского труда. Она критиковала их за недостаточное внимание обучению грамоте, математике, географии и истории.
Как писатель, Куртманс начинала с прозы, но большого успеха ее произведения в этом жанре (к примеру, роман Helena van Leliëndal) не имели. Однако со временем Куртманс стала знаменита как в Бельгии, так и в Нидерландах, и оставила после себя богатое литературное наследие. Её самыми знаменитыми произведениями можно назвать «Het geschenk van den jager», «De bloem van Cleyt», «Griselda», «De hut van tante Clara» и др. За роман «Het geschenk van den jager» Куртманс была награждена литературной премией Quinquennial Prize в 1865 году.